# Miran Zupančič
Pour les articles homonymes, voir Zupančič.
Miran Zupančič, né le 11 novembre 1989 à Zagorje ob Savi, est un sauteur à ski slovène.

## Biographie
Membre du club SK Zagorje, il prend part à ses premières compétitions internationales en 2003 dans la Coupe continentale, dans laquelle il marque ses premiers points (top trente) en 2012 à Engelberg (26e). Deux semaines plus tard, il se classe troisième à Sapporo pour son premier podium dans le deuxième niveau mondial.
Il fait ses débuts en Coupe du monde en février 2013 à Harrachov (39e), ce qui est son unique participation à la compétition.
C'est de nouveau à Sapporo qu'il s'illustre en Coupe continentale en janvier 2015, signant la victoire. Il finit troisième du classement général cet hiver. Deux ans plus tard, il améliore d'un rang sa position, grâce à cinq podiums dont deux victoires.
Il dispute son ultime saison au niveau international en 2017-2018.
Il devient entraîneur assistant dans l'équipe chinoise de saut l'hiver suivant.

## Palmarès

### Coupe continentale
- 2e du classement général en 2017 et 3e en 2015 (hiver).
- 16 podiums, dont 4 victoires.

Palmarès comprenant l'édition hivernale et estivale